# Le temps s'est arrêté
Pour plus de détails, voir Fiche technique et Distribution.
Le temps s'est arrêté (Il tempo si è fermato) est un film italien réalisé par Ermanno Olmi, sorti en 1959.

## Synopsis
Durant la pause hivernale, deux hommes veillent sur un chantier situé en montagne. L'un d'eux descend dans la vallée, mais le remplaçant habituel ne peut se déplacer car son épouse a accouché plus tôt que prévu. Le jeune Roberto se porte volontaire pour le remplacer, mais le vieux Natale accueille plutôt mal le jeune homme.

## Fiche technique
- Titre : Le temps s'est arrêté
- Titre original : Il tempo si è fermato
- Réalisation : Ermanno Olmi
- Scénario : Ermanno Olmi
- Musique : Pier Emilio Bassi
- Photographie : Carlo Bellero
- Montage : Carla Colombo
- Pays d'origine :  Italie
- Format : Noir et blanc - 2,35:1 - Mono
- Genre : Chronique
- Durée : 83 minutes
- Date de sortie : 1959

## Distribution
- Natale Rossi : Natale
- Roberto Seveso : Roberto
- Paolo Quadrubbi

## Commentaire
- Le premier long métrage d'Ermanno Olmi est l'imprévisible transformation, en cours de tournage, d'un documentaire filmé pour le compte de la Volta Edison. Les dialogues naturels et spontanés, parlés en dialecte bergamasque (comme, beaucoup plus tard, dans L'Arbre aux sabots) par des acteurs non professionnels rappellent, selon Anne Kieffer, la démarche d'un Robert Flaherty.
- Longtemps méconnu, Il tempo si è fermato offre une "photographie soignée et une plasticité des cadrages qui restituent la beauté d'un espace grandiose et le poids du silence qui lui est lié." (Anne Kieffer, in Dictionnaire mondial des films, Éditions Larousse)